# Schaatsen op de Winteruniversiade 2013

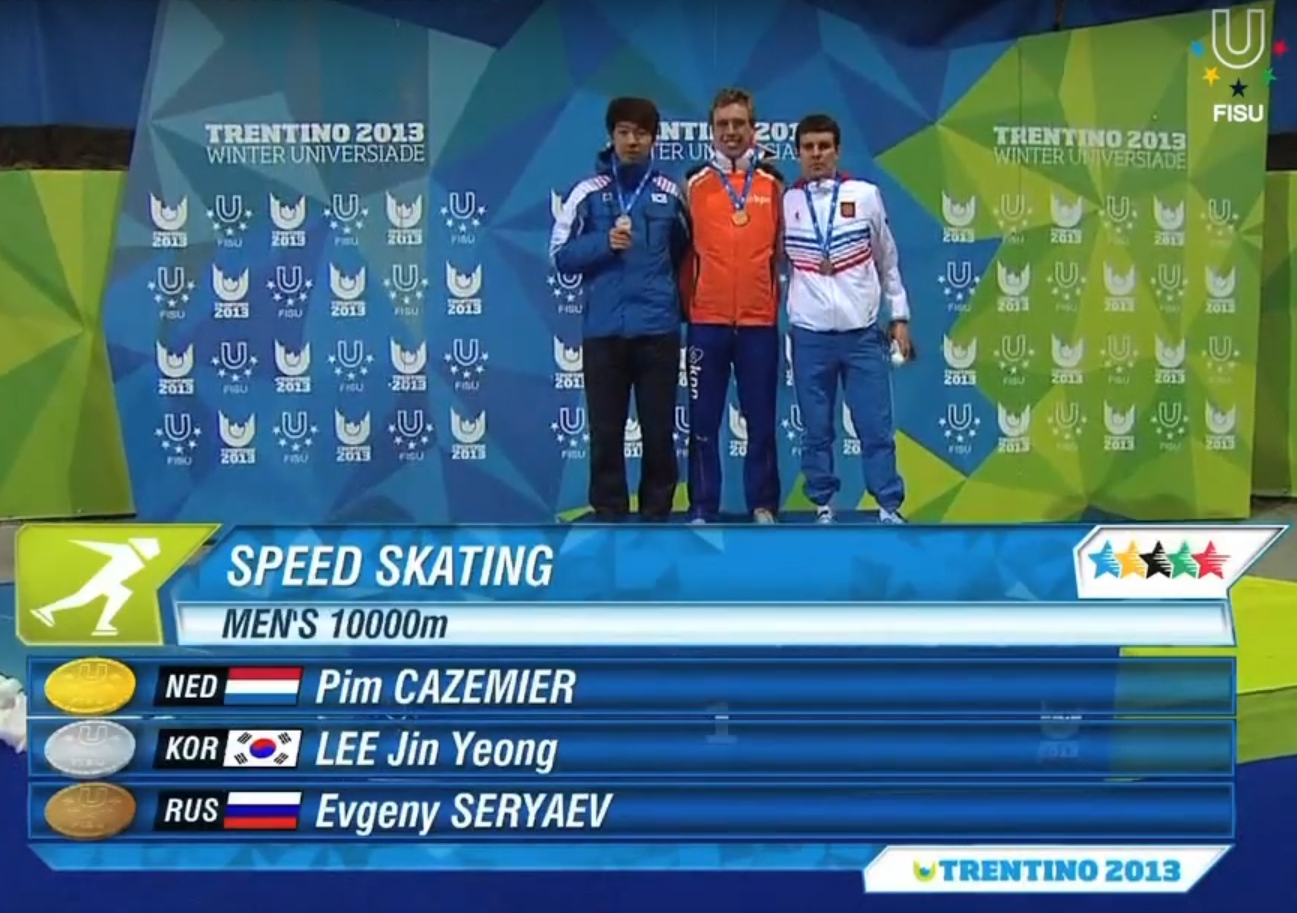
Podium van de 10.000 meter mannen

Langebaanschaatsen was een onderdeel op de Winteruniversiade 2013 in de provincie Trente, Italië. Er werd van 13 t/m 19 december geschaatst op de ijsbaan Circolo Pattinatori Pinè in Baselga di Pinè. Op het programma stonden de twaalf Olympische onderdelen, wat betekende dat ten opzichte van 2009 de 100-meters waren geschrapt.

## Podia

### Mannen
| Afstand       | Goud             | Zilver           | Brons            |
| ------------- | ---------------- | ---------------- | ---------------- |
| 500m          | Tsubasa Hasegawa | Mirko Nenzi      | Kim Seong-kyu    |
| 1000m         | Mirko Nenzi      | Jan Szymański    | Sung Ching-Yang  |
| 1500m         | Jan Szymański    | Mirko Nenzi      | Joo Hyung-joon   |
| 5000m         | Jan Szymański    | Jevgeni Serjajev | Lee Jin-yeong    |
| 10000m        | Pim Cazemier     | Lee Jin-yeong    | Jevgeni Serjajev |
| Achtervolging | Zuid-Korea       | Rusland          | Italië           |

### Vrouwen
| Afstand       | Goud              | Zilver            | Brons               |
| ------------- | ----------------- | ----------------- | ------------------- |
| 500m          | Kim Hyun-yung     | Park Seung-ju     | Ahn Jee-min         |
| 1000m         | Miho Takagi       | Kim Hyun-yung     | Angelina Golikova   |
| 1500m         | Kim Bo-reum       | Natalia Czerwonka | Jevgenia Dmitrijeva |
| 3000m         | Martina Sáblíková | Kim Bo-reum       | Park Do-yeong       |
| 5000m         | Martina Sáblíková | Kim Bo-reum       | Park Do-yeong       |
| Achtervolging | Zuid-Korea        | Japan             | Italië              |

## Medaillespiegel
| Pos. | Land           | Goud | Zilver | Brons | Totaal |
| ---- | -------------- | ---- | ------ | ----- | ------ |
| 1    | Zuid-Korea     | 4    | 5      | 6     | 15     |
| 2    | Polen          | 2    | 2      | 0     | 4      |
| 3    | Japan          | 2    | 1      | 0     | 3      |
| 4    | Tsjechië       | 2    | 0      | 0     | 2      |
| 5    | Italië         | 1    | 2      | 2     | 5      |
| 6    | Nederland      | 1    | 0      | 0     | 1      |
| 7    | Rusland        | 0    | 2      | 3     | 5      |
| 8    | Chinees Taipei | 0    | 0      | 1     | 1      |

Winteruniversiade

1968 Innsbruck · 
1970 Rovaniemi · 
1972 Lake Placid · 
1991 Sapporo · 
1997 Muju · 
2005 Innsbruck · 
2007 Turijn · 
2009 Harbin · 
2013 Trentino/Baselga · 
2017 Almaty · 
2023 Lake Placid
Wereld Universiteitskampioenschap

2012 Zakopane · 
2014 Almaty · 
2016 Baselga di Pinè · 
2018 Minsk · 
2020 Amsterdam · 
2022 Lake Placid · 
2024 Hamar